# Hans-Robert Mezger
Hans-Robert Mezger (* 22. Juli 1904 in Elbing; † 24. Juni 1975 in Karlsruhe) war ein deutscher Militär- und Bundesrichter.

## Leben
Mezger studierte an der Friedrich-Schiller-Universität Jena Rechtswissenschaft. 1925 wurde er im Corps Guestphalia Jena recipiert. An der Georg-August-Universität Göttingen 1929 zum Dr. iur. promoviert, schlug er die Richterlaufbahn ein. Im Zweiten Weltkrieg war er in der Militärgerichtsbarkeit der Nationalsozialisten zunächst Kriegsgerichtsrat bei verschiedenen Infanteriedivisionen, später als Oberstabsrichter beim Gericht der Wehrmachtskommandantur Berlin. Nach dem Krieg wurde er als Bundesrichter an den Bundesgerichtshof in Karlsruhe berufen. Mezger war Mitherausgeber des Reichsgerichtsrätekommentars (RGRK) zum BGB.